# 1737 год в музыке

## События
- 23 марта — В Лондоне состоялась премьера новой версии оратории Георга Фридриха Генделя «Триумф Времени и Правды» (итал. Il trionfo del tempo e del disinganno), переработанной и частично переведённой на английский язык.
- Апрель — правую руку Генделя поражает временный паралич, предположительно из-за инсульта[1].
- Уильям Бойс руководит Фестивалем трёх хоров (англ. Three Choirs Festival).

## Опера
- Доменико Альберти — «Эндимион» (итал. Endimione).
- Джованни Баттиста Бонончини — «Зенобия» (итал. Zenobia).
- Георг Фридрих Гендель —
  - «Береника» (итал. Berenice, HWV 38);
  - «Арминио» (итал. Arminio, HWV 36)[2].
- Джон Фредерик Лампе (англ. John Frederick Lampe) и Генри Кэри — «Уонтлийский дракон» (англ. The Dragon of Wantley).
- Леонардо Лео (итал. Leonardo Leo) — «Парнас» (итал. Parnace).
- Жан-Филипп Рамо — «Кастор и Поллукс» (фр. Castor et Pollux).

## Родились
- 19 января — Джузеппе Миллико (итал. Giuseppe Millico), итальянский певец-кастрат, композитор и музыкальный педагог (умер 2 октября 1802).
- 9 марта — Йозеф Мысливечек, чешский композитор и дирижёр, один из представителей классицизма (умер 4 февраля 1781).
- 14 сентября — Иоганн Михаэль Гайдн, австрийский композитор и органист, младший брат Йозефа Гайдна (умер 10 августа 1806).

Дата неизвестна —
- Уильям Пэкстон (англ. William Paxton), английский виолончелист и композитор (умер в 1781).
- Фредерик Чарльз Рейнхольд (англ. Frederick Charles Reinhold), английский оперный бас, сын певца Генри Рейнхольда (умер 29 сентября 1815).
- Маргарита Морель (фр. Marguerite Morel), французская балерина, актриса и оперная певица, звезда шведского балета (1755—1771), также известна своими отношениями с королём Швеции Адольфом Фредриком (умерла в 1804).

## Умерли
- 12 февраля — Беньямин Шмольк (нем. Benjamin Schmolck), немецкий автор лютеранских гимнов (родился 21 декабря 1672).
- 22 сентября —
  - Мишель Пиньоле де Монтеклер (фр. Michel Pignolet de Montéclair), французский барочный композитор (родился 4 декабря 1667);
  - Франческо Манчини (итал. Francesco Mancini), итальянский композитор и музыкальный педагог (родился 16 января 1672).
- 18 декабря — Антонио Страдивари, итальянский скрипичный мастер (родился в 1644).